# Niclas Sperber
Niclas Jonathan Sperber (* 15. März 1996 in Berlin) ist ein deutscher Basketballspieler.

## Laufbahn
Sperber spielte in der Jugend des VfB Hermsdorf sowie von Alba Berlin, 2014 wechselte er in die Jugend des Bundesligisten Eisbären Bremerhaven, spielte für die dortige U19-Mannschaft in der Nachwuchs-Basketball-Bundesliga sowie die Herrenmannschaft der BSG Bremerhaven in der 2. Regionalliga.
Im Spieljahr 2015/16 stand Sperber in Diensten des TV Langen in der Regionalliga, zur Saison 2016/17 wechselte der Flügelspieler zum VfL Kirchheim, für den er in der 2. Bundesliga ProA sowie in der zweiten Herrenmannschaft in der 2. Regionalliga auflief. In der 2. Bundesliga ProA wurde Sperber in seinem Kirchheimer Jahr in 16 Partien eingesetzt und erzielte dabei einen Punkteschnitt von 0,3.
Im Sommer 2017 wechselte er zum FC Schalke 04 in die 2. Bundesliga ProB, erreichte mit den „Königsblauen“ im Frühjahr 2018 das Halbfinale und stieg als Nachrücker in die 2. Bundesliga ProA auf. Ende Juni 2018 wurde sein Vertrag bei S04 für die zweithöchste deutsche Spielklasse verlängert. In der Sommerpause 2019 wechselte er innerhalb der zweiten Liga zum PS Karlsruhe. Für die Karlsruher erzielte er im Durchschnitt 2,8 Punkte je Begegnung während des Spieljahres 2019/20. Im September 2020 wechselte er zum Drittligisten Itzehoe Eagles. Er erlangte mit Itzehoe 2021 das Aufstiegsrecht in die 2. Bundesliga ProA, indem er mit der Mannschaft in die Endspiele der 2. Bundesliga ProB einzog, die wegen der Auswirkungen der COVID-19-Pandemie nicht ausgetragen wurden. Sperber kam 2020/21 auf einen Punkteschnitt von 7,6 je Begegnung. Im Juli 2021 vermeldete Süddrittligist SG Lützel-Post Koblenz seine Verpflichtung. Mit der Mannschaft gewann Sperber Anfang Juni 2023 den Meistertitel in der 2. Bundesliga ProB. Anschließend spielte er für Koblenz in der zweithöchsten deutschen Liga. In seinen 27 Einsätzen während der Saison 2023/24 erzielte Sperber im Schnitt 3,8 Punkte pro Spiel.
Im Sommer 2024 kehrte er in die 2. Bundesliga ProB zurück, Sperber wurde vom Aufsteiger ETB Schwarz-Weiß Essen verpflichtet.